# Никола Пешаковић
Никола Пешаковић (Чачак, 16. април 1991) српски је кошаркаш. Игра на позицији бека, а тренутно је без ангажмана.

## Успеси

### Клупски
- Игокеа:
  - Првенство Босне и Херцеговине (2): 2015/16, 2016/17.
  - Куп Босне и Херцеговине (2): 2016, 2017.